# パチスロ宇宙戦艦ヤマト
『パチスロ宇宙戦艦ヤマト』は、2010年4月に山佐から発売されたパチスロ機（5号機)

## 概要
BIG BONUS (BB) とREGULAR BONUS (RB) の2種類のボーナスと、ART「ヤマトラッシュ」が搭載されている。天井はボーナス間1480G消化後の周期チャンスゾーン終了後に超ヤマトラッシュに突入する。

### 通常時
- 通常時には高確と低確があり、高確時にボーナスや2連チェリー、3連チェリーを引き当てた場合、ナビ獲得に期待がもてる。
- 150ゲーム周期であらかじめ抽選で何ゲームから何ゲームまでが高確状態かが決まっている。なお、ボーナス後30ゲームまでは必ず高確である。
- 135ゲームまでに2連、3連チェリーを引いていると非常警戒モードという演出ゲームに突入する。ARTに当選していれば150ゲーム後にARTに突入する。

### BIG BONUS
- 獲得枚数は約211枚。
- ボーナス中、7揃いでARTのナビストックが確定する。
- ベル成立時や7揃い時にゲージが貯まることがあり、貯まったゲージ数と設定、ボーナスに当選した時の状況によってナビの抽選が受けられる(ゲージが0か最大の6の場合はナビ獲得確定)。また、同時に無限ARTの抽選も受ける。

### REGULAR BONUS
- 獲得枚数は49枚。
- レギュラー当選時に設定とボーナスに当選した時の状況によってARTの抽選をする。ナビ抽選と無限ARTの2つの抽選を同時におこなう。

### ヤマトラッシュ
- 30ゲーム1セットで1ゲームあたり約1.2枚の純増。ナビの個数分だけ継続する。
- ボーナスによるART当選の場合はボーナス後のシングルボーナスこぼし目後に突入する。なお、ボーナス後の場合は表示はヤマトラッシュでも実は超ヤマトラッシュの可能性がある。
- 通常時の2連、3連チェリーでARTに当選した場合は150ゲーム周期チャンスゾーン後のシングルボーナスこぼし目時にARTに突入する。
- ART中はシングルボーナス、ハズレ時にもナビ抽選され、成立したナビは全てストックされ、上乗せ放出する。
- ART中は押し順ナビに従えばよい。ミスをするとARTは終了する。ナビが残っていれば周期チャンスゾーンの150ゲーム後に再突入する。

### 超ヤマトラッシュ
- いわゆる無限ARTで、次のボーナスまでARTが継続する。
- 超無限という可能性もあり、この場合はボーナスでも50%の確率で無限が継続する。
- 超ヤマトラッシュはボーナス後か天井到達時しか突入しない。ボーナスはREGの方が突入率が高い。